# Shinji Okazaki
Shinji Okazaki (岡崎 慎司 Okazaki Shinji?), född 16 april 1986, är en japansk tidigare fotbollsspelare. Okazaki spelade under sin karriär i det japanska landslaget och har bland annat deltagit i OS-laget 2008 och Världsmästerskapet i fotboll 2010 i Sydafrika.
Han debuterade i Premier League den 8 augusti 2015 i en 4–2-vinst över Sunderland.
Shinji Okazaki blev engelsk mästare med Leicester City säsongen 2015/2016.